# Konstantin Fotinow

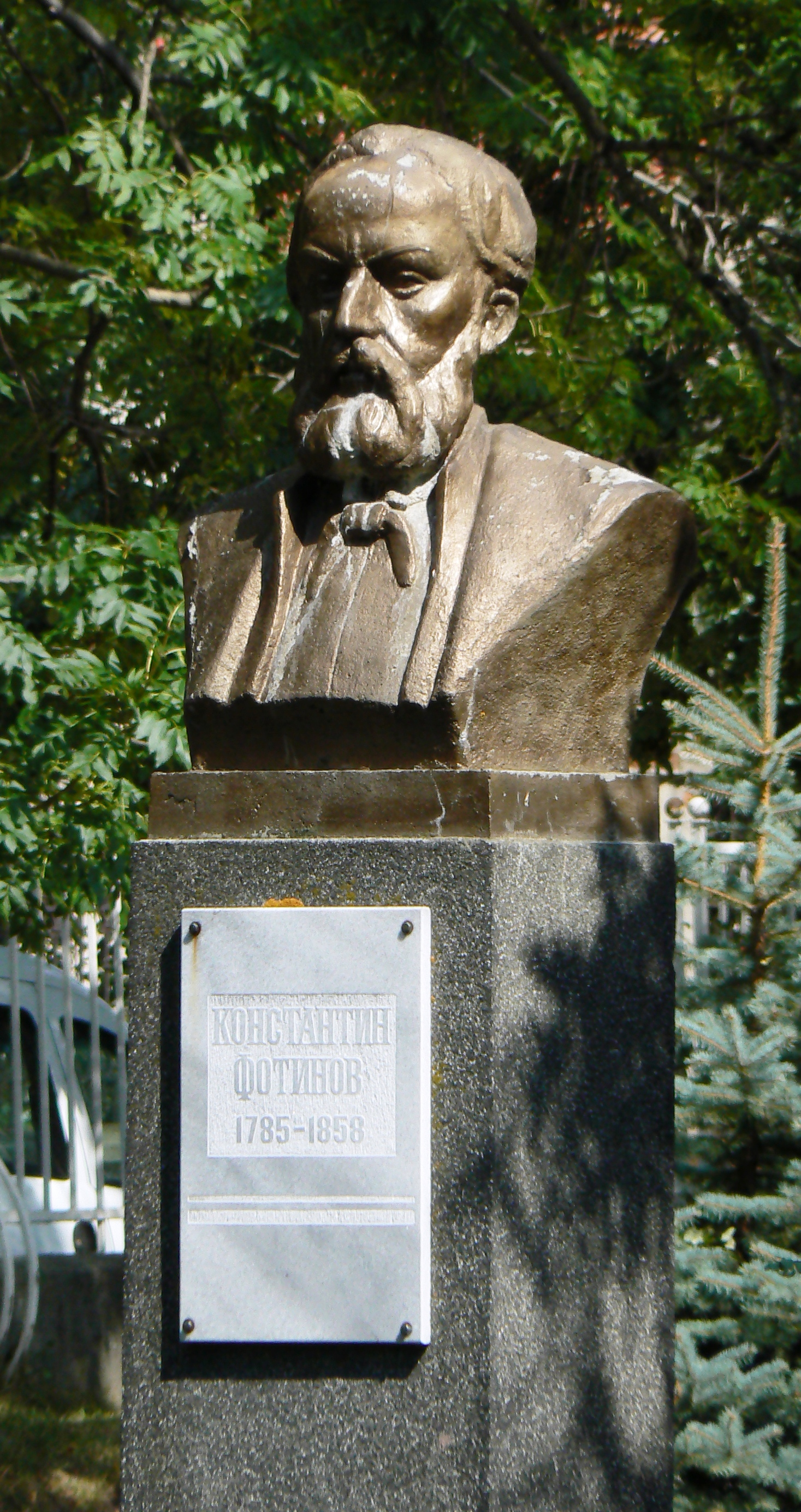
Fotinow-Denkmal in Samokow, Bulgarien

Konstantin Georgiew Fotinow (auch Konstantin Georgiev Fotinov geschrieben, bulgarisch Константин Георгиев Фотинов; *  um 1790 in Samokow, damals Osmanisches Reich; † 29. November 1858 in Konstantinopel, ebenda) war ein bulgarischer Enzyklopädist, Förderer des Schulwesens, der bulgarischen Sprache und Aufklärer aus der Zeit der Bulgarischen Nationalen Wiedergeburt. Als Autor der ersten bulgarischen Zeitschrift Любословие (Ljuboslowie) wird er als Begründer der bulgarischen Journalistik angesehen. Fotinow war außerdem einer der Begründer der neubulgarischen Sprache und ein Schüler von Theophilos Kaïris.
Heute tragen mehrere Bildungseinrichtungen und Orte in Bulgarien seinen Namen.

## Leben
Wann genau Konstantin Fotinow im damals osmanischen Samokow, am Fuße des Rila-Gebirges geboren wurde, ist nicht bekannt. Mit Gewissheit weiß man, dass er der Enkelsohn der Baba Fota war, der Begründerin des Nonnenklosters von Samokow, bei der er aufwuchs. Fotinow besuchte zunächst die Klosterschule in seiner Heimatstadt. Bis zur Gründung staatlicher Schulen in der ersten Hälfte des 19. Jahrhunderts waren die Klosterschulen (eine Art Grundschule) die einzigen Schulen für Bulgaren im Osmanischen Reich. Die Frömmigkeit seiner Großmutter und die schulische Ausbildung in der Klosterschule prägten Konstantin sein Leben lang.
Nach der Grundschule zog Konstantin nach Plowdiw, wo er eine griechische Schule besuchte, um anschließend in Kydonies Schüler des griechischen Philosophen Theophilos Kaïris zu werden. In dieser Zeit war er vom Hellenismus beeinflusst und unterschrieb oft als Fotiadis.
1825 kehrte er nach Samokow zurück, wo er ein Landgut verkaufte, um mit dem Geld noch im selben Jahr als Kaufmann nach Smyrna (heute Izmir in der Türkei) zu gehen. Nach seiner Übersiedlung nach Smyrna, das zu dieser Zeit eine größere bulgarische Gemeinde besaß, handelte er mit Früchten.
1828 gründete Fotinow eine hellenistisch-bulgarische Privatschule in Smyrna. Diese war die erste bulgarische Schule, die nach der Lancaster-Schulform unterrichtete und ein Vorbild für deren Verbreitung in den bulgarischen Gebieten. Er unterrichtete dabei: Bulgarisch, Griechisch, Französisch, Rechnungswesen und Theologie. Seine Schüler waren sowohl Bulgaren, als auch Griechen. Um seine Einkünfte aufzubessern, war er gleichzeitig Lehrer an der Theologischen Schule in Smyrna, in deren Gebäuden er wohnte. Zu dieser Zeit verfasste er einige Hilfsmittel zur Unterrichtung der bulgarischen und griechischen Sprache.
1838 veröffentlichte Fotinow unter seinem hellenisierten Namen Fotiadis eine Griechische Grammatik („Гръцка граматика“) für Bulgaren.
1842 publizierte Fotinow im damaligen Smyrna (heute Izmir in der Türkei) den Vordruck und 1844 die erste Ausgabe der ersten bulgarischen Zeitschrift „Ljuboslowie“ (bulg. Любословие). Der Druck übernahm die Druckerei des Griechen Damiani, da sie seit den 1830er Jahren eine der wenigen Druckereien im Osmanischen Reich war, welche über kyrillische Drucksätze verfügte. Fotinow war auf die Druckerei aufmerksam geworden, als diese 1840 mit dem Druck der Übersetzung des Neuen Testaments von Neofit Rilski ins Neubulgarische für die bulgarischen Katholiken beauftragt wurde.
Zwei Jahre nach „Ljuboslowie“ publizierte Iwan Bogorow am 20. April 1846 in Leipzig die erste bulgarische Zeitung „Bulgarski orel“ (bulg. „Българский орелъ“= Bulgarischer Adler). Mit der Veröffentlichung von „Ljuboslowie“ und „Bulgarski orel“ wurden nicht nur der Grundstein für die bulgarische Journalistik, sondern auch der Grundstein für die schriftliche Verbreitung der Ideen der bulgarischen Wiedergeburtszeit gelegt.
Die Zeitschrift „Ljuboslowie“ wurde nur zwei Jahre lang herausgegeben. 1846 gab Fotinow die letzte Ausgabe heraus und wurde erneut Lehrer und zusätzlich Buchhändler. In den folgenden Jahren nahm er an der Übersetzung des Alten Testaments ins Neubulgarische teil.
Während Fotinow 1858 in Konstantinopel den Druck der Bibel in die Neubulgarische Sprache vorbereitete, verstarb er am 29. November an Tuberkulose.

## Bibliographie
In seinen Werken und bei den Lexika verwendete Fotinow, wie Neofit Rilski und die Brüder Miladinowi aus Struga die westbulgarischen Dialekten, im Gegensatz zu Petar Beron und Najden Gerow, welche sich bei der Herausbildung der Neubulgarischen Sprache jedoch nicht durchsetzen konnten.
- „Гръцка граматика“ (1838)
- „Общое землеописание“ (1843)
- Любословие (1844)
- „Болгарский разговорник“ (1845)